# 肖克莫 (麻薩諸塞州)
肖克莫（英語：Shawkemo）是位於美國麻薩諸塞州南塔克特縣的一個非建制地區。

## 地理
肖克莫所處的海拔為高於海平面5米（即16英呎），而該地所採用的時區為UTC-5，即北美东部時區（EST）。同時該地設有夏令時間，為UTC-5調快一小時，即UTC-4（EDT）。